# Ben & Tan
Ben & Tan es un dúo musical danés compuesto por Benjamin Rosenbohm y Tanne Balcells. Ambos se conocieron en el año 2019, cuando participaron en el X Factor danés. Al año siguiente, ganaron el Dansk Melodi Grand Prix con la canción "Yes".

## Antecedentes
Los miembros del dúo son Tanne Amanda Balcells y Benjamin Tsimialona Rosenbohm, participantes de X Factor Dinamarca en 2019. Balcells terminó en el cuarto lugar como parte del grupo de Echo, mientras que Rosenbohm llegó a la final, donde quedó segundo. Después de la competición formaron el dúo de Ben & Tan y se inscribieron para participar en el Dansk Melodi Grand Prix.
Benjamin nació el 3 de junio de 2002, su madre es alemana y su padre de Madagascar. Tanne nació el 15 de enero de 1998, su padre es español y su madre de Dinamarca.
El 31 de enero de 2020, la radiodifusora pública danesa DR anunció que Ben & Tan formaban parte de los diez finalistas de la competición. El dúo participó con la canción "Yes", escrita por Emil Lei, Jimmy Jansson y Linnea Deb. La canción fue lanzada el mismo día. Durante la final en Copenhague, celebrada el sábado 7 de marzo, ganaron el certamen con el 61 por ciento de los votos del público en la última ronda. De este modo, Ben & Tan representarían a Dinamarca en el Festival de Eurovisión 2020 en Róterdam, Países Bajos. Sin embargo, el festival fue cancelado debido a la pandemia de COVID-19.
El dúo intentó de nuevo representar a Dinamarca en Eurovisión intentando participar en el DMGP 2021 enviando como propuesta su sencillo "Iron Heart", pero fue rechazado por la DR, el tema también fue rechazado por la SVT para el Melodifestivalen 2021.

## Discografía

### Sencillos
| "YES"                                                         | 2020 | 30 | — |
| "Summer Nights"                                               | 2020 | —  | — |
| "Hallelujah"                                                  | 2020 | —  | — |
| "Iron Heart"                                                  | 2021 | —  | — |
| "—" denota un single que no entró en listas o no fue lanzado. |      |    |   |